# Jarek Habekov
Jarek Habekov – wieś w Chorwacji, w żupanii krapińsko-zagorskiej, w gminie Hrašćina. W 2011 roku liczyła 171 mieszkańców.